# Municipio de Chuarrancho
Municipio de Chuarrancho är en kommun i Guatemala.   Den ligger i departementet Guatemala, i den centrala delen av landet, 20 km norr om huvudstaden Guatemala City.